# Friggione
Il friggione (friżån in bolognese) è un piatto tipico bolognese, datato al 1886, la cui ricetta è stata depositata dall'Accademia italiana della cucina presso la Camera di Commercio di Bologna nel 2004.
Si tratta di un contorno che si accompagna al bollito di carne o ad arrosti, e che figura nel carrello dei bolliti.
Si prepara in lentissima cottura con cipolle bianche, pomodori pelati, strutto, sale e zucchero.